# David López
David López Silva (n. 9 octombrie 1989, Barcelona, Catalonia, Spania) este un fotbalist spaniol care evoluează pe postul de mijlocaș defensiv sau fundaș central la Girona în La Liga.
Și-a petrecut cea mai mare parte a carierei în două perioade la Espanyol, făcând peste 225 de apariții. De asemenea, a jucat doi ani cu Napoli în Serie A a Italiei.

## Cariera pe echipe

### Espanyol
Născut în Barcelona, Catalonia, López și-a încheiat cariera de tineret cu localul RCD Espanyol și a debutat la seniori cu rezervele în sezonul 2008–09, în Tercera División. În august 2009 a fost împrumutat la Terrassa FC din Segunda División B,  fiind titular regulat, dar retrogradând.
López s-a întors la Espanyol în iunie 2010 și și-a făcut debutul cu prima echipă – și în La Liga – pe 26 septembrie, intrând de pe bancă într-o victorie cu 1-0 pe teren propriu împotriva lui CA Osasuna.  Totuși, a continuat să apară mai regulat cu echipa B.
Pe 11 august 2011, López a fost împrumutat la CD Leganés în a treia divizie.  Un an mai târziu, s-a alăturat clubului din Segunda División SD Huesca pe aceeași bază. 
López s-a întors la Espanyol pe 16 iunie 2013, după ce Pericos l-au rechemat.  A marcat primul său gol în prima divizie pe 24 august, primul gol al echipei sale într-o victorie cu 3-1 pe teren propriu împotriva lui Valencia CF. 

### Napoli

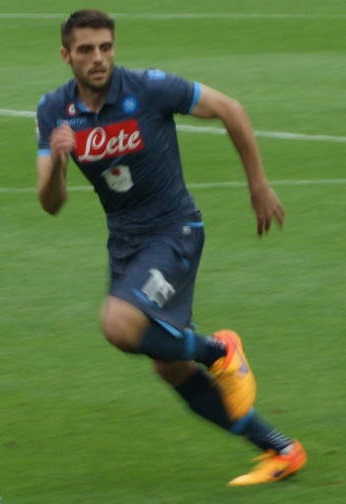
López cu Napoli în 2015

La 31 august 2014, SSC Napoli a confirmat semnarea lui López pe cinci ani.  El și-a făcut debutul în Serie A pe 21 septembrie, jucând toate cele 90 de minute și fiind rezervat într-o înfrângere cu 1-0 împotriva lui Udinese Calcio.  A câștigat Supercoppa Italiana pe 22 decembrie în Qatar; a făcut o greșeală prin care Carlos Tevez de la Juventus FC a deschis scorul, deși echipa sa a câștigat la loviturile de departajare după un egal 2–2. 
López a marcat primul său gol competitiv pentru italieni (din 39 de apariții) pe 7 mai 2015, punându-și echipa în avantaj într-o eventuală remiză 1–1 pe teren propriu împotriva lui FC Dnipro Dnipropetrovsk în semifinalele UEFA Europa League. 

### Revenire la Espanyol
Pe 26 august 2016, López s-a întors la Espanyol cu un contract de patru ani.  În cea mai mare parte a celei de-a doua etapă la echipă, a fost folosit de antrenorul Quique Sánchez Flores pe postul de fundaș central   și, din acea poziție, a marcat într-o înfrângere cu 4-1 în deplasare cu FC Barcelona în Derbi barceloní pe 18 decembrie. 
În august 2018, López a fost de acord cu o prelungire până în 2023.  El a marcat un total de patru goluri în campania 2019-20, dar echipa sa a retrogradat;   asta a început cu deschiderea de pe 4 ianuarie într-o remiză 2–2 cu Barcelona pe stadionul RCDE.  Pe 23 februarie, a fost eliminat pentru prima dată cu Espanyol, pentru două cartonașe galbene în primele 25 de minute ale înfrângerii cu 2-1 împotriva lui Real Valladolid. 
López a rămas titular în Segunda Division, deoarece Espanyol a obținut promovarea ca campion în mai 2021.  A marcat două goluri în acel sezon, egalând scorul într-o victorie 3-1 în deplasare cu CD Castellón pe 26 martie. 
Pe 10 iunie 2022, López a plecat, deoarece contractul îi expira. A jucat în 237 de meciuri oficiale, marcând de 12 ori. 

### Girona
López a rămas în La Liga și în regiunea sa natală pe 25 iulie 2022, semnând un contract de doi ani cu Girona FC.  În decembrie 2023, la 34 de ani, și-a prelungit legătura cu clubul până în iunie 2026. 

## Palmares
Napoli
- Supercoppa Italiana: 2014 [11]

Espanyol
- Segunda División: 2020–21 [22]